# Columbo (sezonul 3)
Sezonul 3 al serialului american de televiziune Columbo este format din 8 episoade, care au fost difuzate de postul NBC în perioada 23 septembrie 1973 – 5 mai 1974.

## Istoricul difuzării
Episoadele acestui sezon au fost difuzate inițial duminica, în intervalul 20:30-22:00 (EST⁠(d)), ca parte a emisiunii de televiziune The NBC Sunday Mystery Movie⁠(d).

## Lansare DVD
Episoadele sezonului 3 au fost lansate pe DVD de Universal Pictures Home Entertainment⁠(d).

## Episoade
| Numărul în cadrul serialului | Numărul în cadrul sezonului | Titlu                     | Regizor            | Scenarist | Ucigaș(ă)                                                                            | Victimă / Victime                                                                                | Data difuzării în premieră | Durată  |
| --- | --------------------------- | ------------------------- | ------------------ | --- | ------------------------------------------------------------------------------------ | ------------------------------------------------------------------------------------------------ | -------------------------- | ------- |
| 18 | 1                           | „Lovely but Lethal”       | Jeannot Szwarc     | Poveste de: Myrna Bercovici; Scenariu de: Jackson Gillis⁠(d)                                                       | Vera Miles în rolul Viveca Scott                                                     | Martin Sheen în rolul Karl Lessing și Sian Barbara Allen⁠(d) în rolul Shirley Blaine              | 23 septembrie 1973         | 74 min. |
| Compania de cosmetice Beauty Mark, deținută și condusă de Viveca Scott (Vera Miles), a creat recent o cremă antirid aparent magică, dar fostul iubit al Vivecăi, Karl Lessing (Martin Sheen), un tânăr chimist ambițios, fură formula și intenționează să o vândă unei companii concurente conduse de David Lang (Vincent Price). Viveca află de aceste negocieri de la secretara lui Lang, Shirley Blaine (Sian Barbara Allen⁠(d)), și îl contactează pe Lessing, oferindu-i o mare sumă de bani. Chimistul refuză oferta ei și îi cere, în schimb, să devină partenerul ei de afaceri. Un conflict izbucnește în timpul discuțiilor, iar Viveca, furioasă, îl lovește cu un microscop în cap pe Lessing și îl ucide, după care încearcă să-și acopere cât poate de bine urmele. Locotenentul Columbo preia conducerea anchetei și descoperă într-un borcan cu făină o urmă lăsată de un recipient folosit pentru testarea produselor cosmetice, pentru ca mai apoi să afle că Lessing se aștepta să primească mulți bani în perioada imediat următoare. În timpul anchetei, Shirley Blaine începe să o suspecteze pe Viveca că ar fi autoarea crimei și încearcă să o șantajeze, sperând că va obține un post de conducere în cadrul companiei Beauty Mark, iar Viveca o ucide și pe ea, oferindu-i niște țigări otrăvite. Indiciu/întorsătură finală: Columbo observă mâncărimea de pe mâna Vivecăi și, întrucât suferă de una asemănătoare, își dă seama că amândoi au intrat în contact cu iedera otrăvitoare⁠(d), probabil din aceeași sursă. Viveca bănuiește că agentul de îndepărtare a ridurilor este responsabil pentru mâncărimea ei. Cu toate acestea, Columbo îi spune că iedera otrăvitoare se afla de fapt pe lama microscopului lui Lessing, ale cărui cioburi au fost atinse de amândoi – el în timp ce examina locul crimei, în timp ce ea ar fi putut să o facă doar în preajma momentului când Lessing a fost ucis. Există o referire subtilă la filmul Psycho, în care a jucat Vera Miles, atunci când Viveca Scott îi spune lui Columbo că ea „n-ar putea răni nici măcar o muscă”. Este o replică notabilă, foarte asemănătoare, rostită de personajul Norman Bates în cunoscutul film din 1960. |                             |                           |                    | |                                                                                      |                                                                                                  |                            |         |
| 19 | 2                           | „Any Old Port in a Storm” | Leo Penn⁠(d)        | Poveste de: Larry Cohen⁠(d); Scenariu de: Stanley Ralph Ross⁠(d)                                                    | Donald Pleasence în rolul Adrian Carsini                                             | Gary Conway în rolul Rick Carsini                                                                | 7 octombrie 1973           | 96 min. |
| Oenologul burlac Adrian Carsini (Donald Pleasence) a moștenit o companie mică specializată în producerea de vinuri fine, dar scumpe. El a ajuns unul dintre cei mai mari experți în vin din lume și, ca o încununare a întregii sale cariere, urmează să fie desemnat Omul Anului în industria vinicolă. Spre deosebire de el, fratele său vitreg, Rick (Gary Conway), este un playboy interesat doar de femei frumoase, sporturi dure și mașini rapide și a fost, de asemenea, căsătorit de mai multe ori. Într-una din zile, Rick îl vizitează pe fratele său mai mare și îl anunță că se va căsători și că intenționează să vândă podgoria familiei unor producători de vinuri ieftine, dar profitabile. Între cei doi frați izbucnește un conflict, în timpul căruia Adrian îl lovește în cap pe Rick cu un obiect greu, lăsându-l inconștient, după care îl leagă și îl închide într-o cramă subterană plină de sticle scumpe de vin, condamnându-l la moarte prin asfixiere. Adrian pleacă în aceeași zi, împreună cu secretara sa (Julie Harris⁠(d)), la New York pentru a accepta premiul și a participa la licitațiile de vinuri, stabilindu-și în același timp alibiul. La întoarcerea sa, după o săptămână, îl găsește mort pe Rick, așa că îi aruncă cadavrul în ocean și înscenează un accident de scufundări pentru a-i justifica moartea prin sufocare. Atunci când cadavrul este găsit de Paza de Coastă, medicul legist conchide că Rick s-a lovit la cap în timp ce făcea scufundări și a rămas inconștient sub apă până când aerul din rezervorul său s-a terminat, dar locotenentului Columbo i se pare ciudat că victima își lăsase Ferrari-ul decapotabil cu capota coborâtă, în timp ce făcea scufundări. Indiciu/întorsătură finală: Columbo își dă seama că Adrian Carsini l-a încuiat pe Rick în cramă, după ce oprise ventilația încăperii, chiar în perioada unui val de căldură abătut asupra Los Angeles-ului. Neputând dovedi vinocăția oeneologului, îi întinde o cursă, invitându-l pe el și pe secretara lui la un restaurant. Detectivul aranjează cu personalul restaurantului să aducă la masă o sticlă de vin foarte rară (Ferrier Vintage Port 1945), pe care o furase anterior din pivnița lui Carsini, iar oenologul reproșează furios somelierului că a expus vinul la temperaturi foarte ridicate, ceea ce-l face pe Columbo să-i amintească de valul de căldură care lovise recent orașul. Carsini își dă seama atunci că vinul scump din pivnița lui s-a stricat din cauza căldurii, așa că își propune în noaptea aceea să distrugă toate sticlele. Columbo îl surprinde în flagrant, așa că oenologul își mărturisește vina, exprimându-și ușurarea că a scăpat totuși de secretara lui, care ghicise adevărul și îl presa să se căsătorească cu ea. Secretara eficientă a lui Carsini este interpretată de Julie Harris⁠(d), partenera lui James Dean din filmul La est de Eden (1955). |                             |                           |                    | |                                                                                      |                                                                                                  |                            |         |
| 20 | 3                           | „Candidate for Crime”     | Boris Sagal        | Poveste de: Larry Cohen⁠(d); Scenariu de: Irving Pearlberg, Alvin R. Friedman, Roland Kibbee⁠(d) & Dean Hargrove⁠(d) | Jackie Cooper⁠(d) în rolul Nelson Hayward                                             | Ken Swofford⁠(d) în rolul Harry Stone                                                             | 4 noiembrie 1973           | 99 min. |
| Candidatul la postul de senator Nelson Hayward (Jackie Cooper⁠(d)) are o relație extraconjugală cu tânăra Linda Johnson (Tisha Sterling⁠(d)), secretara personală a soției sale, Vickie (Joanne Linville), chiar în timpul campaniei electorale. Această relație este cunoscută de managerul său de campanie, Harry Stone (Ken Swofford⁠(d)), un om autoritar și calculat, care face eforturi pentru a-i despărți pe cei doi amanți, deoarece se teme că o descoperire întâmplătoare a aventurii ar putea submina toată munca depusă pentru alegerea lui Hayward. Stone este, în același timp, creatorul unei cascadorii publicitare care implică fabricarea de amenințări cu moartea împotriva lui Hayward, pentru a atrage simpatia publicului și a promova o poziție dură împotriva criminalității. Presat, candidatul afemeiat îl face să creadă pe managerul său că îi va explica Lindei în secret că relația lor trebuie să se încheie și îl convinge astfel să facă schimb de haine și de mașini pentru a putea scăpa de protecția poliției. Cei doi bărbați se întâlnesc ulterior la casa de pe plajă a candidatului, unde Hayward îl împușcă pe Stone. Asasinul îl lasă acolo și se alătură apoi soției sale la o petrecere aniversară la care erau invitați mai mulți oameni. Poliția presupune inițial că Hayward schimbase locul cu Stone pentru a putea merge nederanjat la petrecere și că persoana vizată fusese de fapt candidatul, pe care asasinii îl confundaseră cu managerul său de campanie. Cu toate acestea, locotenentul Columbo descoperă mai multe nepotriviri și, cercetând pozițiile persoanelor implicate în crimă, deduce că asasinul îl așteptase acolo pe cel ucis. Indiciu/întorsătură finală: Hayward își dă seama că locotenentul Columbo se apropie de rezolvarea crimei și înscenează o falsă tentativă de asasinat asupra sa. Astfel, el pretinde că trebuie să telefoneze cuiva și se închide singur în camera de hotel, iar apoi trage din exteriorul camerei cu un pistol cu amortizor prin fereastra balconului și scapă ulterior de armă. Câteva ore mai târziu, se întoarce în cameră, aprinde o petardă pentru a imita zgomotul unei împușcături și susține că cineva din afară tocmai a încercat să-l împuște. Atunci când polițiștii își exprimă îndoiala cu privire la îndrăzneala presupusului trăgător, el pretinde că ar fi indignat și cere ca glonțul să fie scos de pe perete și analizat. Columbo afirmă însă că glonțul fusese extras deja din perete și că, potrivit raportului balistic, provenea din aceeași armă cu care fusese împușcat Stone. În fața celor prezenți, el explică atunci că, după ce candidatul plecase să voteze, intrase în camera lui și descoperise gaura din fereastră și glonțul din perete. Glonțul fusese extras, prin urmare, cu câteva ore înainte ca Hayward să susțină că cineva tocmai încercase să-l împuște. Actrița Joanne Linville joacă rolul soției lui Hayward. Tânăra Katey Sagal are un mic rol de secretară. Tatăl ei, Boris Sagal, a fost regizorul acestui episod. |                             |                           |                    | |                                                                                      |                                                                                                  |                            |         |
| 21 | 4                           | „Double Exposure”         | Richard Quine⁠(d)   | Stephen J. Cannell⁠(d)                                                                                             | Robert Culp în rolul Bart Keppel                                                     | Robert Middleton în rolul Vic Norris și Chuck McCann în rolul Roger White                        | 16 decembrie 1973          | 74 min. |
| Dr. Bart Keppel (Robert Culp), „specialist în cercetarea motivației” la Impulse Research Labs, autor de cărți și editor de filme publicitare, a devenit un expert în practicarea publicității subliminale (ceea ce implică inserarea unor cadre subliminale cu un produs promovat în rolele unui film, astfel încât mințile subconștiente ale spectatorilor să reacționeze la produsul ce apare în imagine). Activitatea secundară mai profitabilă a lui Keppel este șantajul: el angajează femei atractive și le plasează clienților căsătoriți pe care îi fotografiază apoi în poziții compromițătoare pentru a-i extorca de bani. Ultima sa victimă, Vic Norris (Robert Middleton), refuză să fie șantajată și amenință că îl va denunța autorităților, determinându-l pe Keppel să plănuiască uciderea lui. Keppel servește caviar sărat la o recepție organizată în cinstea clienților săi înainte de a le arăta cel mai recent film promoțional, în care inserase anterior o fotografie subliminală a unei băuturi răcoritoare. În timpul difuzării filmului, Norris iese din sala de proiecție pentru a bea apă rece atunci când apare acea imagine subliminală, iar specialistul în publicitate, care se presupunea că narează un text din culise, dar pornise un magnetofon cu o înregistrare a vocii sale, îl așteaptă pe hol și îl împușcă. Planul lui Keppel urmărește incriminarea soției lui Norris (Louise Latham), dar locotenentul Columbo nu este convins de vinovăția ei. Între timp, proiecționistul lui Keppel, Roger White (Chuck McCann), descoperă tăieturile din film și înțelege cum a fost săvârșită crima, forțându-l pe Keppel să-l ucidă atunci când tânărul încearcă să-l șantajeze. Indiciu/întorsătură finală: Columbo folosește tehnica lui Keppel pentru a determina o reacție incriminatoare a acestuia. Astfel, el aranjează inserarea într-un film publicitar, pe care Keppel urmează să-l vizioneze, a mai multor cadre subliminale cu imagini în care detectivul caută în zonele unde ar trebui să fie arma crimei. Văzând acele imagini, Keppel aleargă către biroul său pentru a se asigura că arma este încă acolo unde a lăsat-o. Columbo îl așteaptă ascuns și îl surprinde cu un convertor de calibru⁠(d) în mână, iar acel dispozitiv constituie dovada de care avea nevoie pentru a-l acuza de crimă. Robert Culp apare aici pentru a treia oară în rolul asasinului, după episoadele Death Lends a Hand (sezonul 1, 1971) și The Most Crucial Game (sezonul 2, 1972). Episodul Double Exposure a primit premiul Emmy la categoria cea mai bună miniserie. |                             |                           |                    | |                                                                                      |                                                                                                  |                            |         |
| 22 | 5                           | „Publish or Perish”       | Robert Butler      | Peter S. Fischer                                                                                                  | John Chandler în rolul Eddie Kane și Jack Cassidy în rolul Riley Greenleaf           | Mickey Spillane în rolul Alan Mallory și John Chandler în rolul Eddie Kane                       | 13 ianuarie 1974           | 75 min. |
| Editorul Riley Greenleaf (Jack Cassidy) este îngrijorat că scriitorul Alan Mallory (Mickey Spillane), autor de bestselleruri, nu își va mai reînnoi contractul cu editura lui și își va publica următorul său roman la o editură concurentă. Ranchiunos și lipsit de scrupule, Greenleaf decide să-l omoare pe Mallory pentru a obține banii de pe asigurarea sa de viață și apelează în acest scop la Eddie Kane (John Chandler), un veteran al Războiului din Vietnam, căruia îi promite că îi va publica un manual de fabricare a bombelor artizanale. Cei doi bărbați se înțeleg și pun la cale planul uciderii lui Mallory. Greenleaf îi dă lui Kane revolverul său și cheia biroului lui Mallory și înscenează o spargere a propriei mașini pentru a face să se creadă că cele două obiecte îi fuseseră furate din torpedou. Acțiunea începe conform planului. Kane pătrunde în biroul lui Mallory, care fusese lăsat deschis pentru a permite circulația aerului, și îl împușcă pe scriitor, apoi abandonează cheia pe covor, în timp ce Greenleaf bea la un bar dintr-un alt cartier, provoacă deliberat un accident de mașină pentru a-și asigura un alibi și își încheie noaptea în celula unei secții de poliție. Columbo bănuiește inițial că editorul a fost victima unei înscenări, dar câteva amănunte nu-i dau pace: numărul mare de indicii și cheia lăsată pe covor, care se dovedise inutilă din moment ce Mallory schimbase recent încuitoarea ușii. Pentru a-și acoperi urmele, Greenleaf îl ucide apoi pe Kane prin declanșarea unei explozii în locuința lui și lasă acolo indicii care să-l facă să pară singurul vinovat. Columbo trebuie să descopere legătura dintre cele două crime. Indiciu/întorsătură finală: Greenleaf îi predă detectivului proiectul vechi al unui roman, pretinzând că este al lui Kane, ceea ce demonstrează aparent că Eddie Kane ar fi autorul ideii celei mai recente cărți a lui Mallory și că l-ar fi ucis pe scriitor din răzbunare. Columbo află, totuși, că finalul cărții fusese schimbat cu foarte puțin timp înaintea crimei în urma sugestiei lui Eileen McRae, agenta literară a lui Mallory (interpretată de Mariette Hartley⁠(d)), ca să facă romanul mai atrăgător pentru o viitoare adaptare cinematografică. Kane nu ar fi putut să cunoască noul final, așa că proiectul de roman înmânat detectivului trebuie să fi fost scris chiar de Greenleaf. Acest episod are un ecran împărțit⁠(d) al alibiului lui Greenleaf și al uciderii lui Mallory. Rolul interpretat de Mariette Hartley este similar cu cel din episodul „Try and Catch Me” din sezonul 7. Interpretul lui Allen Mallory a fost scriitorul Mickey Spillane, autorul de succes al romanelor polițiste cu Mike Hammer⁠(d). Actorul Jack Cassidy a jucat rolul criminalului în trei episoade ale serialului Columbo: acesta, „Murder by the Book” și „Now You See Him...”. |                             |                           |                    | |                                                                                      |                                                                                                  |                            |         |
| 23 | 6                           | „Mind over Mayhem”        | Alf Kjellin        | Poveste de: Robert Specht⁠(d); Scenariu de: Steven Bochco⁠(d), Dean Hargrove⁠(d) & Roland Kibbee⁠(d)                  | José Ferrer în rolul Marshall Cahill                                                 | Lew Ayres⁠(d) în rolul Howard Nicholson                                                           | 10 februarie 1974          | 74 min. |
| Dr. Marshall Cahill (José Ferrer), directorul unui institut de cercetare științifică din domeniul înaltei tehnologii, este informat de bătrânul chimist Howard Nicholson (Lew Ayres⁠(d)), colegul său, că fiul său, Neil (Robert Walker Jr.⁠(d)), a plagiat un studiu al dr. Carl Finch, un om de știință britanic decedat recent, însușindu-și meritele acestuia din urmă și obținând astfel un important premiu științific. Simțul dreptății îl determină pe Nicholson să îi ceară tânărului să-și mărturisească plagiatul, amenințând că în caz contrar îl va demasca. Pentru a proteja reputația fiului său, Marshall Cahill decide să îl ucidă pe Nicholson în timpul simulării computerizate a unui exercițiu de război pentru un grup de militari de la Pentagon: el programează un robot cibernetic cu nume de cod MM-7 (Robby the Robot⁠(d)) să supravegheze exercițiul, fură o mașină a institutului, se deplasează la locuința chimistului, pe care îl accidentează mortal, apoi duce cadavrul în casă și înscenează acolo un jaf. Pentru a acoperi avariile suferite în urma impactului de mașina furată, dr. Cahill o lovește intenționat cu propria sa mașină în prezența mai multor martori, simulând o coliziune neintenționată. Indiciile confuze lăsate la locul descoperirii cadavrului îl fac pe Columbo să creadă că jaful a fost înscenat și că moartea dr. Nicholson a avut loc în altă parte. Treptat, cu ajutorul copilului minune Steve Spelberg, locotenentul descoperă elementele cazului, inclusiv faptul că robotul poate manevra computerul, distrugând astfel alibiul lui Cahill. Indiciu/întorsătură finală: Columbo începe să-l suspecteze pe Marshall Cahill ca ucigaș după ce găsește un chibrit ars în casa lui Nicholson (soția lui Nicholson nu fumează, iar Nicholson fuma pipă, dar folosea o brichetă specială, prin urmare, chibritul ars în mare parte indica prezența unui fumător de trabucuri, așa cum este Marshall), dar nu reușește să găsească dovezi solide împotriva lui. Descoperind că motivul real al crimei era dragostea lui Marshall pentru fiul său, locotenentul îl acuză pe Neil și chiar îl arestează în baza unor dovezi circumstanțiale, ceea ce îl determină pe tată să-și mărturisească fapta. Jessica Walter⁠(d) interpretează rolul soției lui Nicholson, care era, în același timp, psihoterapeutul lui Neil. În acest episod apare celebrul robot Robby the Robot⁠(d), cunoscut spectatorilor din filmul științifico-fantastic Planeta interzisă (1956), precum și din alte filme (inclusiv The Invisible Boy și unele episoade ale serialelor Zona crepusculară, Familia Addams, The Man from U.N.C.L.E.⁠(d) și Pierduți în spațiu). Copilul-minune care programează robotul poartă numele Steve Spelberg, ceea ce este o referire clară la cineastul Steven Spielberg, regizorul primului episod din sezonul 1 al serialului. |                             |                           |                    | |                                                                                      |                                                                                                  |                            |         |
| 24 | 7                           | „Swan Song”               | Nicholas Colasanto | Poveste de: Stanley Ralph Ross⁠(d); Scenariu de: David Rayfiel                                                     | Johnny Cash în rolul Tommy Brown                                                     | Ida Lupino în rolul Edna Brown și Bonnie Van Dyke în rolul Maryann Cobb                          | 3 martie 1974              | 99 min. |
| Superstarul de muzică gospel Tommy Brown (Johnny Cash) are un succes uriaș la public, dar nu se poate bucura de avantajele obișnuite ale faimei și bogăției. El a comis mai demult un act sexual cu una dintre cântărețele din cor, Maryann, care era atunci minoră, iar acest fapt este cunoscut de soția sa, Edna (Ida Lupino), adeptă înflăcărată a cultului „Cruciada Sufletelor Pierdute”. Edna îl supraveghează cu atenție în timpul turneelor și chiar îl șantajează să-i dea toate veniturile obținute de pe urma concertelor pentru a finanța construirea unui templu religios. Cei doi soți se ceartă des din acest motiv, iar Tommy decide să le omoare pe Edna și Maryann pentru a scăpa de șantaj și a-și folosi banii așa cum dorește. În timpul unui zbor cu un avion privat către Los Angeles (următoarea destinație a turneului), cântărețul adoarme cele două femei cu cafea amestecată cu barbiturice, apoi se parașutează, lăsând avionul fără pilot și cu două pasagere la bord să se prăbușească într-o zonă muntoasă. Brown aterizează cu greutate și se rănește la picior, iar, până la sosirea echipei de intervenție, ascunde parașuta și se târăște lângă epava avionului în flăcări, făcând să pară că a fost aruncat din avion în urma unui accident tragic cauzat de vremea rea. Anchetatorul FAA⁠(d), Roland Pangborn (John Dehner⁠(d)), este gata să claseze prăbușirea ca accident, dar fratele Ednei, Luke (Bill McKinney⁠(d)), alertează poliția, reclamând o posibilă crimă. Colombo investighează locul accidentului și descoperă unele indicii (centura desfăcută, trusa de navigație goală) care ar sugera o prăbușire premeditată. Indiciu/întorsătură finală: Ancheta lui Columbo îl face pe detectiv să concluzioneze că Brown a folosit o parașută neconvențională, confecționată de el, pentru a sări din avion în timpul zborului. Parașuta, care se aflase inițial în trusa de navigație, a fost ascunsă apoi într-un loc necunoscut din munți. Columbo încearcă să întindă o cursă și îl anunță pe cântăreț că o trupă de cercetași va cerceta munții pentru a găsi termosul care conținea cafeaua din care băuseră femeile. Cu toate acestea, Brown pare netulburat și urcă într-un avion cu destinația San Francisco, unde urma să susțină un concert în zilele următoare. Columbo îl urmărește până la aeroport și îl observă că ia cheile mașinii închiriate cu el în avion. Din moment ce cântărețul nu returnează cheile, detectivul ajunge la concluzia că Brown urmează să se întoarcă curând la Los Angeles. În aceeași noapte, Brown se deplasează în munți și dezgroapă parașuta, fiind surprins de Columbo, care stătea la pândă, atunci când o aduce la mașina închiriată. Cântărețul se simte ușurat și îl întreabă pe detectiv dacă nu îi este frică să stea singur cu un criminal, iar Columbo îi răspunde că un om care cântă atât de frumos nu poate fi atât de rău. Cântecul gospel „I Saw the Light⁠(d)”, pe care îl cântă Tommy Brown de mai multe ori în acest episod, a fost compus și cântat inițial de Hank Williams. |                             |                           |                    | |                                                                                      |                                                                                                  |                            |         |
| 25 | 8                           | „A Friend in Deed”        | Ben Gazzara        | Peter S. Fischer                                                                                                  | Richard Kiley⁠(d) în rolul Mark Halperin și Michael McGuire⁠(d) în rolul Hugh Caldwell | Rosemary Murphy⁠(d) în rolul Margaret Halperin și o actriță nemenționată în rolul Janice Caldwell | 5 mai 1974                 | 99 min. |
| Hugh Caldwell (Michael McGuire⁠(d)) își sugrumă furios soția infidelă în timpul unui conflict conjugal petrecut în vila lor din cartierul de lux Bel Air. Neștiind ce să facă, din cauza șocului, îl informează pe prietenul și vecinul său, Mark Halperin (Richard Kiley⁠(d)), comisar adjunct în cadrul LAPD. Halperin se oferă să-l ajute: îi oferă prietenului un alibi fals și se deplasează la locul crimei, unde înscenează un jaf, ajutat de existența unui val recent de spargeri în cartierul lor. Poliția începe o anchetă, dar, cu toate acestea, locotenentul Columbo descoperă câteva fapte care nu se potrivesc cu ipoteza săvârșirii accidentale a crimei de către un spărgător: victima este îmbrăcată cu o cămașă de noapte albastră, în timp ce o altă cămașă de noapte roșie se afla păturită sub pernă, nu există niciun fel de amprente pe mânerul dulapului de haine și nici pe receptorul telefonului de la care i-ar fi răspuns soțului, bijuteriile furate erau falsuri fără valoare care nu ar fi atras atenția unui profesionist etc. Situația se complică a doua zi. Comisarul Halperin își îneacă soția (Rosemary Murphy⁠(d)) în cadă pentru a-i moșteni averea și, printr-un schimb de favoruri, îi cere lui Caldwell să se deghizeze în hoț și să arunce cadavrul în piscină, sub ochii martorilor, pentru a-i oferi un alibi perfect. Spărgătorul (Val Avery), care acționase recent în cartier, este considerat vinovat de ambele crime, iar Halperin îi ordonă lui Columbo să-și adapteze investigația la această teorie. Detectivul pune cap la cap toate indiciile care leagă moartea celor două femei și își dă seama curând că soții victimelor au acționat în complicitate. Indiciu/întorsătură finală: Columbo încearcă să-i prindă în capcană pe adevărații criminali cu ajutorul spărgătorului, care începe să-l șantajeze pe Caldwell. În același timp, detectivul pare să-și concentreze atenția pe investigarea spargerilor, așa cum îi ordonase comisarul, și creează un dosar fals al suspectului principal. În timp ce examinează dosarul, aparent pentru a-l ajuta pe Columbo, Halperin memorează adresa spărgătorului șantajist. El se deplasează mai târziu acolo și ascunde sub saltea bijuteriile furate din vila familiei Caldwell, iar în cursul aceleiași zile îl arestează pe spărgător și organizează apoi o percheziție a acelui apartament. Columbo se confruntă cu Halperin și îl acuză că este implicat în cele două crime. Comisarul îl amenință pe Columbo că-l va da afară din poliție și apoi îi arată triumfător bijuteriile găsite în apartamentul percheziționat. În acest moment, Columbo îi dezvăluie că el însuși era cel care închiriase apartamentul și că spărgătorul nu locuia acolo. Din moment ce numai Columbo și Halperin cunoșteau acea adresă, Halperin trebuie să fi plantat bijuteriile acolo, ceea ce înseamnă că, la rândul său, trebuie să fi fost implicat în crime. În baza acestor probe noi, Caldwell ar urma să devină mai cooperant și să facă dezvăluiri complete. Prima victimă a crimei, Janice Caldwell, este ucisă înaintea începerii episodului și este văzută doar moartă. Numele actriței care joacă acest rol nu este cunoscut. |                             |                           |                    | |                                                                                      |                                                                                                  |                            |         |